# Chuang Kche-čcheng
Chuang Kche-čcheng (čínsky pchin-jinem Huáng Kèchéng, znaky zjednodušené 黄克诚, tradiční 黃克誠; 1. října 1902 – 28. prosince 1986) byl čínský komunistický vojevůdce, od roku 1927 se na komunistické straně účastnil bojů čínské občanské války, po vzniku Čínské lidové republiky sloužil v Chu-nanu jako komisař vojenské oblasti a tajemník provinčního výboru KS Číny. Od roku 1952 zastával vysoké funkce na ministerstvu obrany: zástupce náčelníka generálního štábu (1952–1954), náměstek ministra (1954–1959), náčelník hlavní správy týlu (1954–1958), náčelník generálního štábu (1958–1959). Od roku 1956 byl i tajemníkem sekretariátu ÚV KS Číny. Roku 1959 podpořil Pcheng Te-chuaje v jeho kritice politiky velkého skoku vpřed a následně byl odvolán z funkcí na ministerstvu obrany a roku 1962 i ze sekretariátu ÚV. Koncem roku 1965 byl přeložen na místo zástupce guvernéra provincie Šan-si. Během kulturní revoluce byl pronásledován. Roku 1977 se vrátil do veřejných funkcí a v letech 1978–1985 působil ve vedení ústřední komise pro kontrolu disciplíny KS Číny jako výkonný tajemník (do 1982) a druhý tajemník (poté).

## Život
Chuang Kche-čcheng se narodil roku 1902 v okrese Jung-sing na jihovýchodě provincie Chu-nan, v rodině drobného rolníka. Pracoval na rodinném pozemku, roku 1920 dokončil střední školu. Připojil se ke kuomintangské Národní revoluční armádě a roku 1924 absolvoval vojenskou akademii Whampoa v první skupině posluchačů. Roku 1925 vstoupil do Komunistické strany Číny.
Sloužil v pluku v severním Chu-nanu, kterému velel Pcheng Te-chuaj. Roku 1928 se Pcheng se svým plukem přidal na stranu komunistů a odešel na jih do Ťiang-si k oddílům Mao Ce-tunga a Ču Teho. Chuang Kche-čcheng sloužil v Pcheng Te-chuajových vojscích, od roku 1930 jako velitel divize v Pcheng Te-chuajově 3. sboru, od roku 1932 komisař divize, pak náčelník politického oddělení sboru. Se 3. sborem se účastnil Dlouhého pochodu. Na začátku druhé čínsko-japonské války byl politickým komisařem 344. brigády ve 115. divizi 8. pochodové armády. Jeho brigáda bojovala v Šan-si, Che-peji a Che-nanu. Po roce 1940 postupně sloužil jako velitel 5. kolony 8. pochodové armády, velitel vojenské oblasti severní Ťiang-su, velitel divize v Nové 4. armádě.
Roku 1945 byl na VII. sjezdu KS Číny zvolen kandidátem ústředního výboru. Téhož roku byl převeden do Mandžuska, kde organizoval komunistická vojska, od roku 1946 jako velitel vojenského okruhu Ťi-lin-Liao-ning, později zástupce velitele vojenského okruhu Liao-ning-Džehol, velitel 2. kolony Severozápadní polní armády (1948). Účastnil se bojů v Mandžusku a poté v řadách 4. polní armády (přejmenovaná Severozápadní polní armáda) obsazení Pekingu a Tchien-ťinu. Krátce (leden–květen 1949) vykonával funkci tajemníka městského výboru KS Číny v Tchien-ťinu. Poté se 4. polní armádou odešel do střední Číny, a podílel se s ní na dobytí Chu-peje, Chu-nanu a dalších provincií střední a jižní Číny. V Chu-nanu zůstal i po skončení bojů, jako tajemník chunanského provinčního výboru KS Číny (1949–1952), politický komisař chunanské vojenské oblasti a člen středojižního vojensko-administrativního výboru. Roku 1950 byl převeden z kandidátů mezi členy ústředního výboru KS Číny.
V listopadu 1952 byl přeložen do Pekingu na místo zástupce náčelníka generálního štábu Čínské lidové osvobozenecké armády (1952–1954) a člena státní plánovací komise (1952–1954). Od října 1954 vedl Hlavní správu týlu Čínské lidové osvobozenecké armády a současně vykonával funkci náměstka ministra obrany, současně byl zvolen členem stálého výboru Všečínského shromáždění lidových zástupců (1954–1959) a členem Státního výboru obrany. Při zavedení vojenských hodností roku 1955 byl jmenován jedním z deseti armádních generálů Čínské lidové osvobozenecké armády. Na VIII. sjezdu KS Číny byl znovuzvolen členem ústředního výboru a navíc i tajemníkem sekretariátu ÚV. V listopadu 1956 byl s několika dalšími generály přijat mezi členy ústřední vojenské komise KS Číny. Po dvou letech, v říjnu 1958, přešel ze správy týlu do funkce náčelníka generálního štábu, přičemž zůstal náměstkem ministra obrany.
V roce 1959 patřil mezi kritiky neúspěšné politiky velkého skoku, byl odsouzen jako člen „protistranické skupiny“ vedené ministrem obrany Pcheng Te-chuajem. Byl zbaven všech funkcí v ministerstvu obrany a bylo proti němu zahájeno vyšetřování. V dubnu 1962 byl odvoláni ze sekretariátu ÚV. V prosinci 1965 byl jmenován zástupcem guvernéra provincie Šan-si.
Když v roce 1966 začala kulturní revoluce, byl pronásledován Rudými gardami a zbaven veřejných funkcí.
V prosinci 1977 byl jmenován poradcem ústřední vojenské komise. Na jaře 1978 zvolen poslancem Všečínského shromáždění lidových zástupců a členem stálého výboru celostátního výboru Čínského lidového politického poradního shromáždění (do 1983). V prosinci 1978 byl vrácen do ústředního výboru a současně se stal výkonným tajemníkem ústřední komise pro kontrolu disciplíny KS Číny, organizoval rehabilitace osob postižených během kulturní revoluce. Po XII. sjezdu KS Číny v září 1982 odešel z ústředního výboru, zůstal v ústřední komisi pro kontrolu disciplíny jako druhý tajemník (do září 1985).
Zemřel v Pekingu 28. prosince 1986.